# Trần Đức Thịnh
Trần Đức Thịnh (1901-1971) nhà cách mạng Việt Nam, Bí thư Ban Tỉnh ủy lâm thời tỉnh Thái Bình, Xứ ủy viên Bắc Kỳ, Trưởng Ban Thanh tra Chính phủ, Trưởng Ban kiểm tra Trung ương Đảng.
Ông còn có tên gọi khác là Quảng, quê xã Vũ Lăng, huyện Tiền Hải, tỉnh Thái Bình.
Ông đỗ Sơ học yếu lược. Năm 24 tuổi, do bị thúc ép của gia đình, ra làm lý trưởng tại xã Vũ Lăng, sau 3 năm phải từ chức. Được tiếp xúc với những tờ báo tiến bộ, ông cùng với hai người em là Thử, Duyên đã tham gia hội Tương tế.

## Quá trình hoạt động cách mạng
Tháng 4-1930, cả ba anh em đều được kết nạp Đảng Cộng sản Đông dương. Tháng 4-1931, làm Bí thư Phủ ủy Kiến Xương. Tháng 8-1931, tại cuộc họp của tỉnh ở Cồn Đen (Tiền Hải), Ban Tỉnh ủy lâm thời gồm 5 người được thành lập. Trần Đức Thịnh làm Bí thư Tỉnh ủy.
Tháng 12-1931 ông bị bắt, giam ở nhà tù Thái Bình, Nam Định; kết án 20 năm tù khổ sai, 20 năm quản thúc, hết đày đi Sơn La, lại Côn Đảo. Ngày 14-7-1936, ra khỏi nhà tù Côn Đảo, lại trở về Thái Bình tiếp tục hoạt động.
Cuối 1937, ông tham gia Tỉnh ủy (do Nguyễn Vực làm Bí thư), với cương vị ủy viên Thường vụ.
Tháng 10-1939, ông bị bắt đày lên Sơn La lần thứ 2.
Năm 1943, ông về quê hoạt động. Năm 1944, ông làm Xứ ủy viên Bắc Kỳ. Sau 1945, ông công tác ở Tổng bộ Việt Minh, là ủy viên Thường vụ Mặt trận Việt Minh - Liên Việt, Thành viên Tiểu ban Nông vận của Trung ương Đảng (1951) .
Từ 1952, ông giữ chức vụ Trưởng Ban Thanh tra Chính phủ, Trưởng Ban kiểm tra Trung ương Đảng .
Ông nghỉ hưu năm 1968, mất năm 1971.